# Piper zentanum
Piper zentanum är en pepparväxtart som beskrevs av C. Dc.. Piper zentanum ingår i släktet Piper och familjen pepparväxter. Inga underarter finns listade i Catalogue of Life.